# ジョンソン・ドクトリン
1965年にアメリカ合衆国がドミニカ共和国に干渉した後にリンドン・ジョンソンアメリカ合衆国大統領が宣言したジョンソン・ドクトリンは、西半球における国内革命は最早「対象が共産主義独裁政治の創設である」ならば地域問題ではないと宣言した。アイゼンハワー・ドクトリンやケネディー・ドクトリンの延長線にある。
実際ジョンソン・ドクトリンは右翼軍事独裁政治の為にラテンアメリカの民主化運動に反対する口実に用いられた。

## 読み物
- Meiertöns, Heiko (2010): The Doctrines of US Security Policy - An Evaluation under International Law, Cambridge University Press, ISBN 978-0-521-76648-7.